# قجال

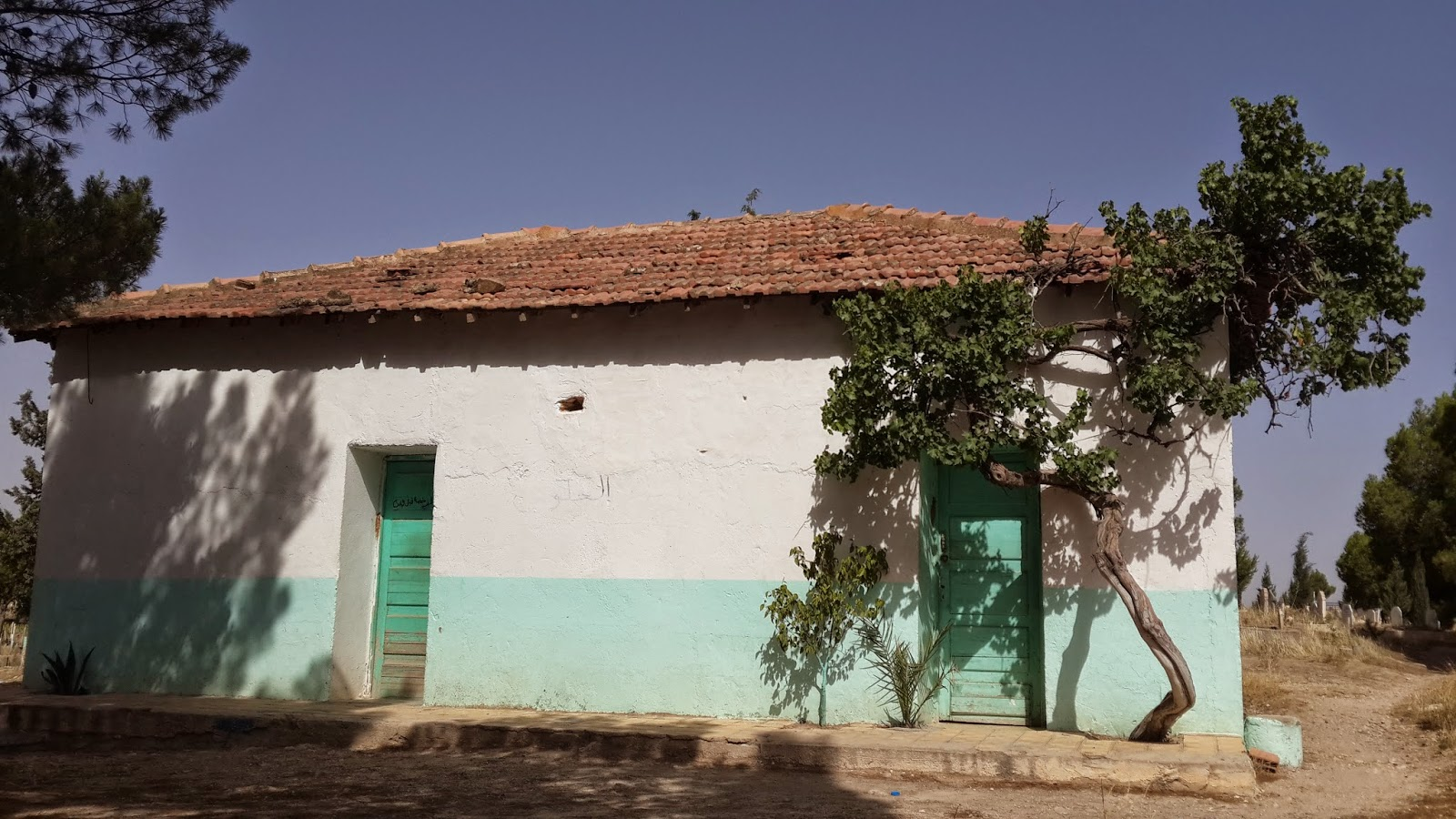
شهرداری قجال

قجال (به عربی: قجال) یک شهرداری در الجزایر است که در استان سطیف واقع شده‌است.